# Gran Bertha
El Gran Berta (en alemany Dicke Bertha, literalment Berta la Grossa) és el nom d'un tipus de morter de setge —de 420 mm— desenvolupat per les indústries Krupp a Alemanya durant la Primera Guerra Mundial. La seva designació oficial va ser L/12 (canó calibre 12 en longitud) 42 cm tipus M-Gerät 14 Kurze Marine-Kanone (canó naval curt), nom que pretenia camuflar el propòsit real de l'arma.

## Història
Aquest morter de setge va ser dissenyat principalment pel director de disseny de Krupp, el professor Fritz Rausenberger, i pel seu predecessor, el director Dräger, els qui van batejar l'arma amb el nom de Dicke Bertha, per Bertha Krupp, hereva de l'imperi industrial Krupp. El nom «Gran Berta» va començar a ser utilitzat erròniament (encara avui dia se'ls confon) i genèricament pels Aliats en referència a altres peces d'artilleria pesant alemanyes com la «Langer Max» i el «Canó de París». Realment, «Gran Berta» era solament el sobrenom del model denominat en alemany M-Gerät ('Aparell M'), de 42 cm de calibre. Per tant, aquest nom no s'ha d'aplicar ni tan sols al model Gamma-Gerät, antecedent directe del Gran Berta.

## Història i desenvolupament

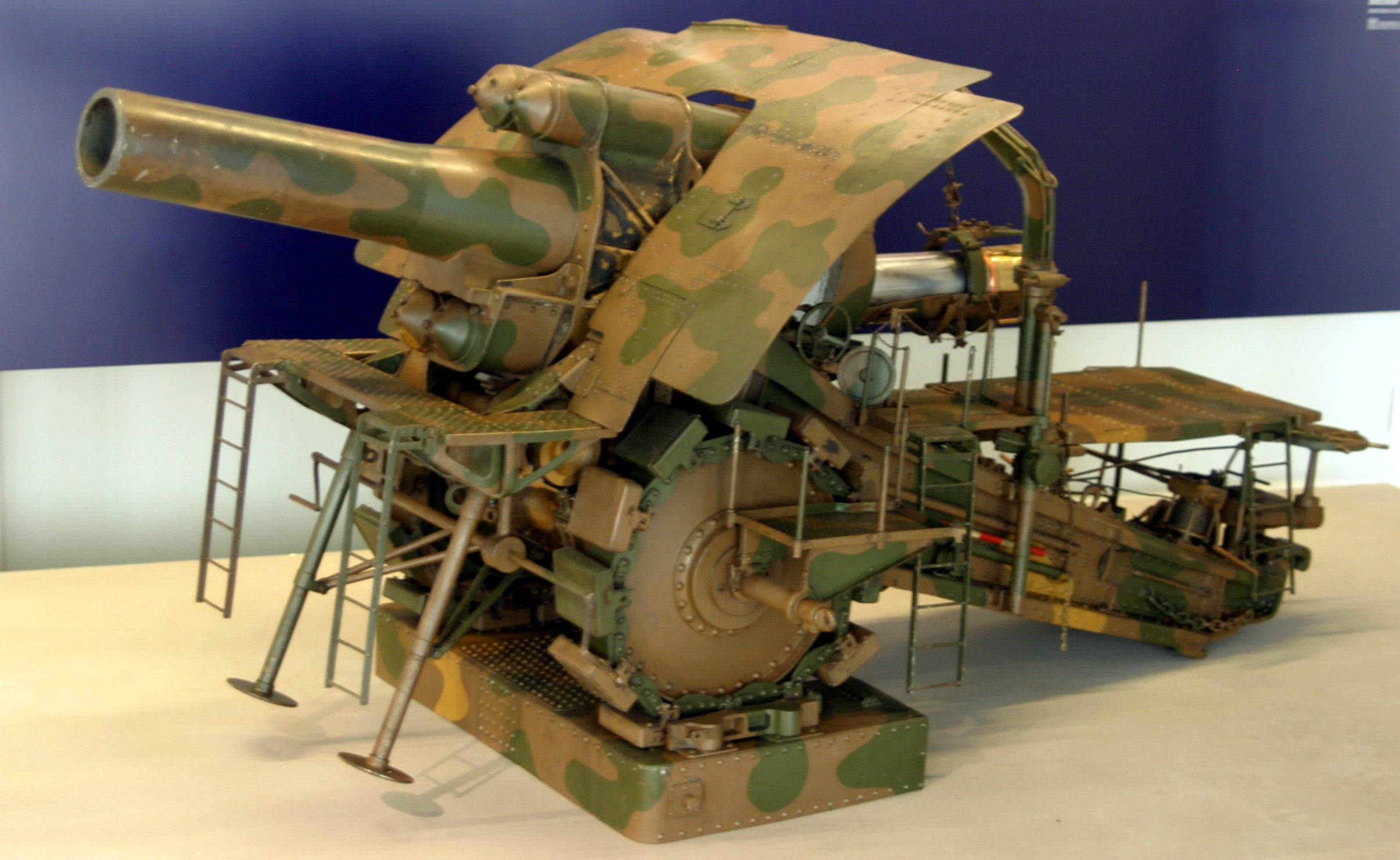
Obús M-Gerät Dicke Bertha.

El M-Gerät va tenir els seus orígens en les lliçons apreses pels alemanys i austríacs de la guerra russojaponesa de 1904-1905. Durant el setge a la base naval russa Port Arthur, els japonesos van desmuntar alguns dels canons costaners de gran calibre (280 mm) i els van utilitzar per acabar ràpidament amb el setge a causa de la potència devastadora d'aquests obusos. Això va ser una completa novetat, ja que, fins a aquest moment, havia estat assumit per experts militars que els més grans canons de setge transportables podien ser de prop de 20 cm.
Durant els primers anys de 1900, Krupp va començar a desenvolupar per tant una sèrie de morters i obusos mòbils, que anaven des dels calibres 28 cm a 30,5 cm, utilitzant l'experiència adquirida per Krupp amb la construcció de morters de defensa costanera (Küstenmörser), tals com la versió Beta-Gerät de 30,5 cm, el primer model del qual va ser introduït en 1897 (encara que altres nacions, entre elles Gran Bretanya i els Estats Units, també van construir armes similars). Una nova versió de l'obús Beta-Gerät 30,5 cm, àmpliament superior al model de 1897, va ser desenvolupada en 1908, però trobant que desitjaven major poder ofensiu, l'APK (Artillerieprüfungskommission o ' Comitè de proves d'artilleria') va sol·licitar a Krupp que construís un canó de major grandària capaç d'aixafar les fortificacions modernes. Krupp primer va investigar la possibilitat de construir una arma de 35 cm, però en el seu lloc va saltar als 42 cm, sent est el projectil que podia portar la gran càrrega destructora que requeria el APK.
El primer disseny de 42 cm va ser el massís L/16 (16 calibres de longitud) Gamma-Gerät, que era bàsicament una versió de major escala del Beta-Gerät. Inusualment per Krupp, aquestes armes - tant la versió Beta com la Gamma - van evitar el forrellat habitual de tascó lliscant en favor d'una recambra de tipus de cargol, després pràctica comuna a Gran Bretanya i França. L'enorme Gamma va ser el que els alemanys van anomenar Bettungsgeschütz, o 'Canó de plataforma', és a dir, que va ser muntat sobre un carro estacionari que havia de ser emplaçat en una base de formigó i que prenia diversos dies preparar. El monstre pesava 150 tones i havia de ser transportat en seccions sobre deu vagons de ferrocarril (sis per al canó mateix i altres quatre per a les plataformes). Va ser sens dubte impressionant (llançava obusos de 1.160 kg), però es pot imaginar fàcilment, només moure'l ja era un malson logístic.
En conseqüència, l'APK va demanar a Krupp una versió més mòbil i va ordenar un canó el 15 de juliol de 1912. Fins i tot abans del seu lliurament (al desembre de 1913), el APK va encarregar una segona arma al febrer de 1913. El primer obús va realitzar una demostració davant el Kaiser Guillem II de Prússia al març de 1914 i el segon va ser lliurat al juny de 1914.

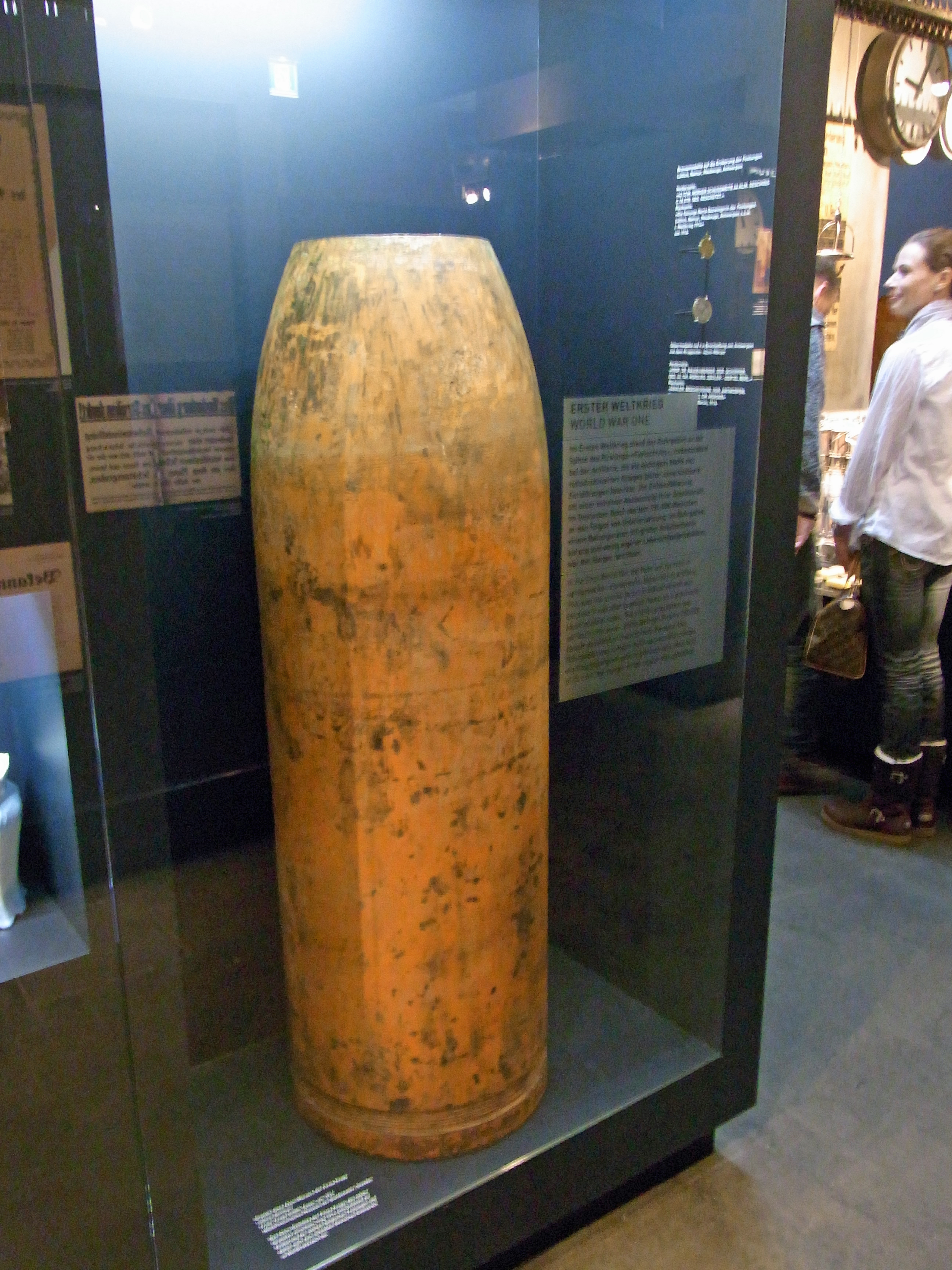
Projectil sense espoleta de 420 mm del Gran Berta.

El nou obús era una arma mòbil muntada sobre un carro de tipus de camp de dues rodes massisses de construcció convencional. En comparació de l'anterior Gamma-Gerät, ha de considerar-se una arma completament diferent. El canó era més curt que el del Gamma (4 calibres de longitud) i va tornar a la recambra de tascó lliscant convencional de Krupp. Amb parets més primes, el canó era de construcció més lleugera que el Gamma i, com a tal, disparava projectils també més lleugers, d'al voltant de 830 kg. Completament muntat pesava 43 tones i no havia de ser emplaçat sobre formigó.
Es van crear estores especials d'acer per impulsar les rodes, amb un arc de regulacions d'acer en la part posterior del transport que permetia recorreguts limitats (aquest arc de regulacions estava equipat amb una massiva pala tipus reixa d'arada que, enterrada en el sòl, ajudava a ancorar l'arma). Per evitar que l'arma rodés cap avall en camins enfangats, les rodes estaven equipades amb Radgürteln, bandes de pedrail amb els peus que repartien la càrrega. Krupp i Daimler van desenvolupar un tractor per al Berta, encara que també es van usar tractors Podeus per remolcar els canons, que es dividien en cinc càrregues quan es transportaven per carretera.

## Historial de servei
Només dos exemplars estaven disponibles al començament de la Primera Guerra Mundial, i es van utilitzar per destruir els forts belgues en Lieja, Namur i Anvers, el fort francès de Maubeuge, així com uns altres forts al nord de França. Berta va demostrar ser molt eficaç contra antigues construccions, com els forts belgues dissenyats en la dècada de 1880 per Brialmont, destruint diversos en pocs dies. L'èxit més espectacular va ser amb el fort belga Loncin, que va explotar després de rebre un impacte directe en el seu polvorí. No obstant això, el formigó emprat en els forts belgues era de mala qualitat i consistia en només capes de formigó sense cap reforç d'acer.
El Gran Berta s'havia guanyat una sòlida reputació en tots dos costats de les línies a causa dels seus primers impressionants èxits en destrossar els forts de Lieja. La premsa alemanya va declarar amb entusiasme a Berta una Wunderwaffe ('arma meravellosa'); no obstant això, quan es va usar més tard durant l'assalt alemany en Verdun al febrer de 1916, va resultar menys eficaç; la construcció més recent d'aquest fort amb formigó reforçat amb acer, en la seva majoria podia resistir els grans projectils semi-antiblindatge dels Berta. Només Fort Vaux va ser severament danyat durant aquest esdeveniment, destruint l'emmagatzematge d'aigua i conduint a la rendició de la fortalesa.
És probable que es construïssin 12 Berta en total durant la guerra, amb fins a 20 tubs de canó, encara que algunes fonts afirmen que en van ser 18. Durant la contesa diversos Berta van resultar destruïts quan els seus tubs van rebentar a causa de municions defectuoses. Més tard es va desenvolupar durant la guerra un canó de 30,5 cm L/30 que va ser equipat amb vagons de Berta a fi de proporcionar major abast, encara que no tan intens poder de foc. Aquestes armes van ser conegudes com a Schwere Kartaune o Beta-M-Gerät.